# Campeonato FIBA Américas Femenino Sub-18 de 2022
El Campeonato FIBA Américas Femenino Sub-18 de 2022 fue la XIII edición del torneo de baloncesto organizado por FIBA Américas para selecciones menores de 18 años. Se realizó en la Ciudad de Buenos Aires (Argentina), del 13 al 19 de junio de 2022 y entregó cuatro plazas al mundial de baloncesto femenino sub-19 2023.

## Sede
Se trató del primer certamen FIBA Américas sub-17 femenino tras el realizado en 2018, ya que el torneo originalmente previsto para el 2020 tras una serie de suspensiones debido a la pandemia de COVID-19 fue finalmente cancelado. En mayo de 2022 FIBA anunció que Buenos Aires sería la sede del nuevo torneo, disputándose los partidos en el Estadio Obras Sanitarias al igual que en el Campeonato Sudamericano Sub-17 de ese mismo año.

## Forma de disputa
Un mes antes de comenzar el torneo se realizó el sorteo de los dos grupos en que se dividieron las selecciones teniendo en cuenta la clasificación en el ranking juvenil de cada uno de los equipos. En cada grupo los equipos se enfrentaron en un sistema de todos contra todos, que determinó el orden de los cruces en cuartos de final. Los ganadores de cuartos accedieron a las semifinales, mientras que los perdedores continuaron jugando entre sí para definir los puestos de 5º al 8º.

## Equipos participantes
América del Norte
- Canadá
- Estados Unidos

América Central y Caribe
Clasificados a través del Centrobasket Femenino Sub-17 de 2021:
- México
- El Salvador
- Puerto Rico

América del Sur
Clasificados a través del Campeonato Sudamericano de Baloncesto Femenino Sub-17 de 2022:
- Argentina (anfitrión)
- Brasil
- Colombia

## Resultados

### Primera fase

#### Grupo A
|   | Equipo    | Pts | J | G | P | PF  | PC  | Dif  |
| - | --------- | --- | - | - | - | --- | --- | ---- |
| 1 | Canadá    | 6   | 3 | 3 | 0 | 237 | 133 | +104 |
| 2 | Brasil    | 5   | 3 | 2 | 1 | 156 | 170 | -14  |
| 3 | Argentina | 4   | 3 | 1 | 2 | 156 | 196 | -40  |
| 4 | México    | 3   | 3 | 0 | 3 | 149 | 199 | -50  |

| 13 de junio | Canadá                                           | 68 - 40 | México |  |
| Reporte     | Estadio Obras Sanitarias, Ciudad de Buenos Aires |         |        |  |

| 13 de junio | Argentina                                        | 34 - 54 | Brasil |  |
| Reporte     | Estadio Obras Sanitarias, Ciudad de Buenos Aires |         |        |  |

| 14 de junio | Brasil                                           | 38 - 80 | Canadá |  |
| Reporte     | Estadio Obras Sanitarias, Ciudad de Buenos Aires |         |        |  |

| 14 de junio | México                                           | 53 - 67 | Argentina |  |
| Reporte     | Estadio Obras Sanitarias, Ciudad de Buenos Aires |         |           |  |

| 15 de junio | Brasil                                           | 64 - 56 | México |  |
| Reporte     | Estadio Obras Sanitarias, Ciudad de Buenos Aires |         |        |  |

| 15 de junio                                  | Canadá                                       | 89 - 55                                      | Argentina                                        |  |
| Reporte                                      |                                              |                                              |                                                  |  |
| Parciales: 26 - 23, 24 - 13, 29 - 9, 10 - 10 | Parciales: 26 - 23, 24 - 13, 29 - 9, 10 - 10 | Parciales: 26 - 23, 24 - 13, 29 - 9, 10 - 10 | Estadio Obras Sanitarias, Ciudad de Buenos Aires |  |
| T'yana Todd 17                               | Pts                                          | Angelina Giacone 14                          | Estadio Obras Sanitarias, Ciudad de Buenos Aires |  |
| Marah Dykstra 13                             | Rebs                                         | Lara Tribouley 9                             | Estadio Obras Sanitarias, Ciudad de Buenos Aires |  |
| Lemyah Hylton 7                              | Asists                                       | Gianella Espedale 4                          | Estadio Obras Sanitarias, Ciudad de Buenos Aires |  |

#### Grupo B
|   | Equipo         | Pts | J | G | P | PF  | PC  | Dif  |
| - | -------------- | --- | - | - | - | --- | --- | ---- |
| 1 | Estados Unidos | 6   | 3 | 3 | 0 | 280 | 98  | +182 |
| 2 | Colombia       | 5   | 3 | 2 | 1 | 150 | 170 | -20  |
| 3 | Puerto Rico    | 4   | 3 | 1 | 2 | 153 | 195 | -42  |
| 4 | El Salvador    | 3   | 3 | 0 | 3 | 114 | 234 | -120 |

| 13 de junio | El Salvador                                      | 44 - 65 | Puerto Rico |  |
| Reporte     | Estadio Obras Sanitarias, Ciudad de Buenos Aires |         |             |  |

| 13 de junio | Estados Unidos                                   | 81 - 29 | Colombia |  |
| Reporte     | Estadio Obras Sanitarias, Ciudad de Buenos Aires |         |          |  |

| 14 de junio | Colombia                                         | 63 - 39 | El Salvador |  |
| Reporte     | Estadio Obras Sanitarias, Ciudad de Buenos Aires |         |             |  |

| 14 de junio | Puerto Rico                                      | 38 - 93 | Estados Unidos |  |
| Reporte     | Estadio Obras Sanitarias, Ciudad de Buenos Aires |         |                |  |

| 15 de junio | Puerto Rico                                      | 50 - 58 | Colombia |  |
| Reporte     | Estadio Obras Sanitarias, Ciudad de Buenos Aires |         |          |  |

| 15 de junio                                | Estados Unidos                             | 106 - 31                                   | El Salvador                                      |  |
| Reporte                                    |                                            |                                            |                                                  |  |
| Parciales: 24 - 6, 36 - 6, 24 - 13, 22 - 6 | Parciales: 24 - 6, 36 - 6, 24 - 13, 22 - 6 | Parciales: 24 - 6, 36 - 6, 24 - 13, 22 - 6 | Estadio Obras Sanitarias, Ciudad de Buenos Aires |  |
| Isuneh Brady 20                            | Pts                                        | 10 Gabriela Alfaro                         | Estadio Obras Sanitarias, Ciudad de Buenos Aires |  |
| Aalyah Del Rosario 14                      | Rebs                                       | 4 Gabriela Alfaro                          | Estadio Obras Sanitarias, Ciudad de Buenos Aires |  |
| Cotie McMahon 8                            | Asists                                     | 2 Luz García                               | Estadio Obras Sanitarias, Ciudad de Buenos Aires |  |

### Fase final
|  | Quinto puesto  | Quinto puesto  |                |          | Semifinales 5º-8º | Semifinales 5º-8º |                |             | Cuartos de final | Cuartos de final |                |           | Semifinales   | Semifinales   |  |  | Final       | Final       |
|  |                |                |                |          |                   |                   |                |             |                  |                  |                |           |               |               |  |  |             |             |
|  |                |                |                |          |                   |                   |                |             | 17 de junio      |                  |                |           |               |               |  |  |             |             |
|  |                |                |                |          |                   |                   |                |             |                  |                  |                |           |               |               |  |  |             |             |
|  | 19 de junio    | 19 de junio    |                |          | 18 de junio       | 18 de junio       |                |             | Colombia         | 55               |                |           | 18 de junio   | 18 de junio   |  |  | 19 de junio | 19 de junio |
|  | 19 de junio    | 19 de junio    |                |          | 18 de junio       | 18 de junio       |                |             | Colombia         | 55               |                |           | 18 de junio   | 18 de junio   |  |  | 19 de junio | 19 de junio |
|  | 19 de junio    | 19 de junio    |                |          | 18 de junio       | 18 de junio       | Argentina      | 64          |                  |                  |                |           | 18 de junio   | 18 de junio   |  |  | 19 de junio | 19 de junio |
|  | 19 de junio    | 19 de junio    |                | Colombia | 58                |                   | Argentina      | 64          |                  |                  |                | Argentina | 63            |               |  |  | 19 de junio | 19 de junio |
|  | 19 de junio    | 19 de junio    | 17 de junio    | Colombia | 58                |                   |                |             |                  |                  |                | Argentina | 63            |               |  |  | 19 de junio | 19 de junio |
|  | 19 de junio    | 19 de junio    |                |          | El Salvador       | 37                |                |             | Canadá           | 78               |                |           |               |               |  |  | 19 de junio | 19 de junio |
|  | 19 de junio    | 19 de junio    | Canadá         | 92       | El Salvador       | 37                |                |             | Canadá           | 78               |                |           |               |               |  |  | 19 de junio | 19 de junio |
|  | 19 de junio    | 19 de junio    | Canadá         | 92       |                   |                   |                |             |                  |                  |                |           |               |               |  |  | 19 de junio | 19 de junio |
|  | 19 de junio    | 19 de junio    |                |          | El Salvador       | 24                |                |             |                  |                  |                |           |               |               |  |  | 19 de junio | 19 de junio |
|  | Colombia       | 39             |                |          | El Salvador       | 24                | Estados Unidos | 82          |                  |                  |                |           |               |               |  |  |             |             |
|  | Colombia       | 39             | 17 de junio    |          |                   |                   | Estados Unidos | 82          |                  |                  |                |           |               |               |  |  |             |             |
|  | México         | 64             |                |          | Canadá            | 77                |                |             |                  |                  |                |           |               |               |  |  |             |             |
|  | México         | 64             | Estados Unidos | 77       | Canadá            | 77                |                |             |                  |                  |                |           |               |               |  |  |             |             |
|  |                |                | Estados Unidos | 77       | 18 de junio       | 18 de junio       | 18 de junio    | 18 de junio |                  |                  |                |           |               |               |  |  |             |             |
|  |                |                | México         | 41       | 18 de junio       | 18 de junio       | 18 de junio    | 18 de junio |                  |                  |                |           |               |               |  |  |             |             |
|  | Séptimo puesto | Séptimo puesto | México         | 41       | México            | 72                |                |             |                  |                  | Estados Unidos | 84        | Tercer puesto | Tercer puesto |  |  |             |             |
|  | Séptimo puesto | Séptimo puesto | 17 de junio    |          | México            | 72                |                |             |                  |                  | Estados Unidos | 84        | Tercer puesto | Tercer puesto |  |  |             |             |
|  | 19 de junio    | 19 de junio    |                |          | Puerto Rico       | 44                |                |             | Brasil           | 40               |                |           | 19 de junio   | 19 de junio   |  |  |             |             |
|  | El Salvador    | 32             | Brasil         | 73       | Puerto Rico       | 44                | Argentina      | 55          | Brasil           | 40               |                |           |               |               |  |  |             |             |
|  | El Salvador    | 32             | Brasil         | 73       |                   |                   | Argentina      | 55          |                  |                  |                |           |               |               |  |  |             |             |
|  | Puerto Rico    | 57             |                |          | Puerto Rico       | 53                |                |             | Brasil           | 50               |                |           |               |               |  |  |             |             |

##### Cuartos de final
| 17 de junio, 13:00 | Estados Unidos                                   | 77 - 41     | México |  |
|                    | Estadio Obras Sanitarias, Ciudad de Buenos Aires |             |        |  |
| puntos             | Pts                                              | puntos      |        |  |
| rebotes            | Rebs                                             | rebotes     |        |  |
| asistencias        | Asists                                           | asistencias |        |  |

| 17 de junio, 15:30 | Brasil                                           | 73 - 53     | Puerto Rico |  |
|                    | Estadio Obras Sanitarias, Ciudad de Buenos Aires |             |             |  |
| puntos             | Pts                                              | puntos      |             |  |
| rebotes            | Rebs                                             | rebotes     |             |  |
| asistencias        | Asists                                           | asistencias |             |  |

| 17 de junio, 18:00 | Canadá                                           | 92 - 24     | El Salvador |  |
|                    | Estadio Obras Sanitarias, Ciudad de Buenos Aires |             |             |  |
| puntos             | Pts                                              | puntos      |             |  |
| rebotes            | Rebs                                             | rebotes     |             |  |
| asistencias        | Asists                                           | asistencias |             |  |

| 17 de junio, 20:30 | Colombia                                         | 55 - 64     | Argentina |  |
|                    | Estadio Obras Sanitarias, Ciudad de Buenos Aires |             |           |  |
| puntos             | Pts                                              | puntos      |           |  |
| rebotes            | Rebs                                             | rebotes     |           |  |
| asistencias        | Asists                                           | asistencias |           |  |

##### 5º al 8º puesto
| 18 de junio | El Salvador                                      | 37 - 58     | Colombia |             |
| Reporte     | Estadio Obras Sanitarias, Ciudad de Buenos Aires |             |          |             |
| Reporte     | Estadio Obras Sanitarias, Ciudad de Buenos Aires | puntos      | Pts      | puntos      |
| Reporte     | Estadio Obras Sanitarias, Ciudad de Buenos Aires | rebotes     | Rebs     | rebotes     |
| Reporte     | Estadio Obras Sanitarias, Ciudad de Buenos Aires | asistencias | Asists   | asistencias |

| 18 de junio | Puerto Rico                                      | 44 - 72     | México |             |
| Reporte     | Estadio Obras Sanitarias, Ciudad de Buenos Aires |             |        |             |
| Reporte     | Estadio Obras Sanitarias, Ciudad de Buenos Aires | puntos      | Pts    | puntos      |
| Reporte     | Estadio Obras Sanitarias, Ciudad de Buenos Aires | rebotes     | Rebs   | rebotes     |
| Reporte     | Estadio Obras Sanitarias, Ciudad de Buenos Aires | asistencias | Asists | asistencias |

##### Semifinales
| 18 de junio, 18:00 | Estados Unidos                                   | 84 - 40     | Brasil |  |
|                    | Estadio Obras Sanitarias, Ciudad de Buenos Aires |             |        |  |
| puntos             | Pts                                              | puntos      |        |  |
| rebotes            | Rebs                                             | rebotes     |        |  |
| asistencias        | Asists                                           | asistencias |        |  |

| 18 de junio, 20:30 | Argentina                                        | 63 - 78     | Canadá |  |
|                    | Estadio Obras Sanitarias, Ciudad de Buenos Aires |             |        |  |
| puntos             | Pts                                              | puntos      |        |  |
| rebotes            | Rebs                                             | rebotes     |        |  |
| asistencias        | Asists                                           | asistencias |        |  |

##### Séptimo puesto
| 19 de junio | El Salvador                                      | 32 - 57     | Puerto Rico |             |
| Reporte     | Estadio Obras Sanitarias, Ciudad de Buenos Aires |             |             |             |
| Reporte     | Estadio Obras Sanitarias, Ciudad de Buenos Aires | puntos      | Pts         | puntos      |
| Reporte     | Estadio Obras Sanitarias, Ciudad de Buenos Aires | rebotes     | Rebs        | rebotes     |
| Reporte     | Estadio Obras Sanitarias, Ciudad de Buenos Aires | asistencias | Asists      | asistencias |

##### Quinto puesto
| 19 de junio | Colombia                                         | 39 - 64     | México |             |
| Reporte     | Estadio Obras Sanitarias, Ciudad de Buenos Aires |             |        |             |
| Reporte     | Estadio Obras Sanitarias, Ciudad de Buenos Aires | puntos      | Pts    | puntos      |
| Reporte     | Estadio Obras Sanitarias, Ciudad de Buenos Aires | rebotes     | Rebs   | rebotes     |
| Reporte     | Estadio Obras Sanitarias, Ciudad de Buenos Aires | asistencias | Asists | asistencias |

##### Tercer puesto
| 19 de junio, 18:00                                          | Argentina                                                   | 55 - 50                                                     | Brasil                                           |  |
| Reporte                                                     |                                                             |                                                             |                                                  |  |
| Parciales: 10 - 10, 6 - 9, 12 - 8, 8 - 9; TE: 7 - 7, 12 - 7 | Parciales: 10 - 10, 6 - 9, 12 - 8, 8 - 9; TE: 7 - 7, 12 - 7 | Parciales: 10 - 10, 6 - 9, 12 - 8, 8 - 9; TE: 7 - 7, 12 - 7 | Estadio Obras Sanitarias, Ciudad de Buenos Aires |  |
| Lara Tribouley 13                                           | Pts                                                         | 14 Arianny Francisco De Oliveira                            | Estadio Obras Sanitarias, Ciudad de Buenos Aires |  |
| Julia Fernandez 10                                          | Rebs                                                        | 15 Ana Beatriz Passos Alves Da Silva                        | Estadio Obras Sanitarias, Ciudad de Buenos Aires |  |
| Lara Tribouley 2                                            | Asists                                                      | 5 Ana Paula de Oliveira                                     | Estadio Obras Sanitarias, Ciudad de Buenos Aires |  |

##### Final
| 19 de junio, 20:30                           | Canadá                                       | 77 - 82                                      | Estados Unidos                                   |  |
| Reporte                                      |                                              |                                              |                                                  |  |
| Parciales: 16- 20, 15 - 21, 22 - 16, 24 - 25 | Parciales: 16- 20, 15 - 21, 22 - 16, 24 - 25 | Parciales: 16- 20, 15 - 21, 22 - 16, 24 - 25 | Estadio Obras Sanitarias, Ciudad de Buenos Aires |  |
| T'yana Todd 19                               | Pts                                          | 22 Cotie McMahon                             | Estadio Obras Sanitarias, Ciudad de Buenos Aires |  |
| Mary-Anna Asare 5                            | Rebs                                         | 15 Isuneh Brady                              | Estadio Obras Sanitarias, Ciudad de Buenos Aires |  |
| Lemyah Hylton 5                              | Asists                                       | 3 Cotie McMahon                              | Estadio Obras Sanitarias, Ciudad de Buenos Aires |  |

## Clasificación
| Rank | Equipo         | Récord |
| ---- | -------------- | ------ |
|      | Estados Unidos |        |
|      | Canadá         |        |
|      | Argentina      |        |
| 4    | Brasil         |        |
| 5    | México         |        |
| 6    | Colombia       |        |
| 7    | Puerto Rico    |        |
| 8    | El Salvador    |        |

## Clasificados al Campeonato Mundial Femenino Sub-19 2023
| Bandera de Estados Unidos | Bandera de Canadá | Bandera de Argentina | Bandera de Brasil |
| Estados Unidos            | Canadá            | Argentina            | Brasil            |
| ------------------------- | ----------------- | -------------------- | ----------------- |

## Equipo ideal
Finalizada la competencia, la organización designó un equipo ideal compuesto por:
- Kira Rice (Jugadora más valiosa)
- Ana De Oliveira
- T’yana Todd
- Cotie McMahon
- Lara Tribouley